# 東京都立田園調布特別支援学校
東京都立田園調布特別支援学校（とうきょうとりつ でんえんちょうふとくべつしえんがっこう）は、東京都大田区田園調布五丁目にある公立特別支援学校。知的障害者を教育対象とする。

## 概要
高等部単独の知的障害特別支援学校である。「認めて 育てて 自信をつける」をスクールポリシーとしている。
2006年（平成18年）に移転した東京都立大田ろう学校の校舎や施設・設備を引き継いでおり、正門脇には大田ろう学校の記念碑がある。
作業学習の一環として、校舎内で喫茶コーナー「さくらカフェ」と作業製品販売「さくらショップ」を定期的に営業している。

## 学部
- 高等部

## 沿革
- 2006年（平成18年）4月 - 開校。
- 2008年（平成20年）4月 - 学校名を「東京都立田園調布養護学校」から「東京都立田園調布特別支援学校」に変更[5]。

## 所在地
- 東京都大田区田園調布五丁目43番6号
東急東横線・東急目黒線 田園調布駅下車、徒歩約20分